# ایندوفنول
ایندوفنول (به انگلیسی: Indophenol) یک ترکیب شیمیایی با شناسه پاب‌کم ۱۰۳۷۹ است. 